# ألسدير مونك
ألسدير مونك (بالإنجليزية: Alasdair Monk)‏ هو لاعب كرة قدم بريطاني في مركز حراسة المرمى، ولد في 8 نوفمبر 1972 في إبسوم في المملكة المتحدة. لعب مع كولتشستر يونايتد ونادي إيفرتون ونورويتش سيتي.